# Javorovec
Javorovec (deutsch Jaborowetz) ist ein Ortsteil der Gemeinde Mistřice in Tschechien. Er liegt fünf Kilometer östlich von Uherské Hradiště und gehört zum Okres Uherské Hradiště.

## Geographie
Javorovec befindet sich im Nordwesten der Prakšická vrchovina am Rande des gleichnamigen Naturparks. Das Dorf liegt rechtsseitig über dem Tal des Baches Javorovec am Hang des Hügels Rovnina. Östlich erheben sich die Rovná hora (350 m) und der Lhotský kopec (330 m), im Südosten der Lovisko (349 m) und der Milonín (323 m) sowie südwestlich die Rovnina (336 m). Gegen Nordosten befinden sich Weinberge. Das Dorf wurde als Rundling angelegt, bei jedem der Häuser schließt sich seitlich das Hofland an.
Nachbarorte sind Kněžpole und Mistřice im Norden, Nedachlebice im Nordosten, Pašovice, Grefty und Prakšice im Osten, Lhotka, Hradčovice und Veletiny im Südosten, Popovice im Süden, Vésky, Sady und Mařatice im Südwesten, Rybárny im Westen sowie Jarošov im Nordwesten.

## Geschichte
Die erste schriftliche Erwähnung des anteilig zur Stadt Hradiště gehörigen Dorfes Jawirnik erfolgte 1372 in einem Verzeichnis jener Dörfer, die am Kunowitzer Tor Brückengeld zu zahlen hatten.
Im Jahre 1376 besaß Ježek Kužel von Žeravice neben einem Teil von Mistřice auch die Hälfte des Dorfes Jauornyc. Zwischen 1406 und 1412 gehörte Jawornyczky Jaroslav von Sternberg auf Veselí, und danach dessen Frau Kunigunde von Michalovice. 1505 verkaufte Arnošt Kužel von Žeravice Jaworniczek zusammen mit seinem Anteil an Mistřice an die Stadt Hradiště. 1663 brannten die Türken das Dorf nieder. Im Hufenregister von 1671 sind für Jaborowecz sieben bewirtschaftete Anwesen aufgeführt. Später wurde der Ort als Jaborowesz, Jaborowitz bzw. Jaworowitz bezeichnet. 1706 wurde das Dorf von den Kuruzen unter Franz II. Rákóczi teilweise verwüstet. Im Zuge der Josefinischen Reformen wurde 1791 in Javorovec eine Schule eingerichtet. 1843 bestand der Ort aus 25 Häusern und hatte 126 Einwohner. Im selben Jahre zog die Schule in ein eigenes Schulhaus. 1846 wurde der Ort als Jaworowec bezeichnet. Bis zur Mitte des 19. Jahrhunderts blieb das Dorf immer zur Stadt Hradisch untertänig.
Ab 1850 bildete Javorovec / Jaborowetz eine Gemeinde in der Bezirkshauptmannschaft Hradisch. Zwischen 1890 und 1921 wurde der Ort als Jaborovec, danach als Javorovec bezeichnet. Auf dem Hof Javorovec wurde im 19. Jahrhundert intensive Viehzucht betrieben. 1893 wurde das heutige Schulhaus eingeweiht. Im Jahre 1949 wurde Javorovec erstmals nach Mistřice eingemeindet. Zwischen 1958 und 1960 war das Dorf wieder eigenständig und wurde mit Beginn des Jahres 1961 erneut als Ortsteil an Mistřice angegliedert. 1998 wurden unterhalb von Javorovec vier Teiche angelegt. Gepfarrt ist das Dorf seit jeher nach Bílovice.

## Sehenswürdigkeiten

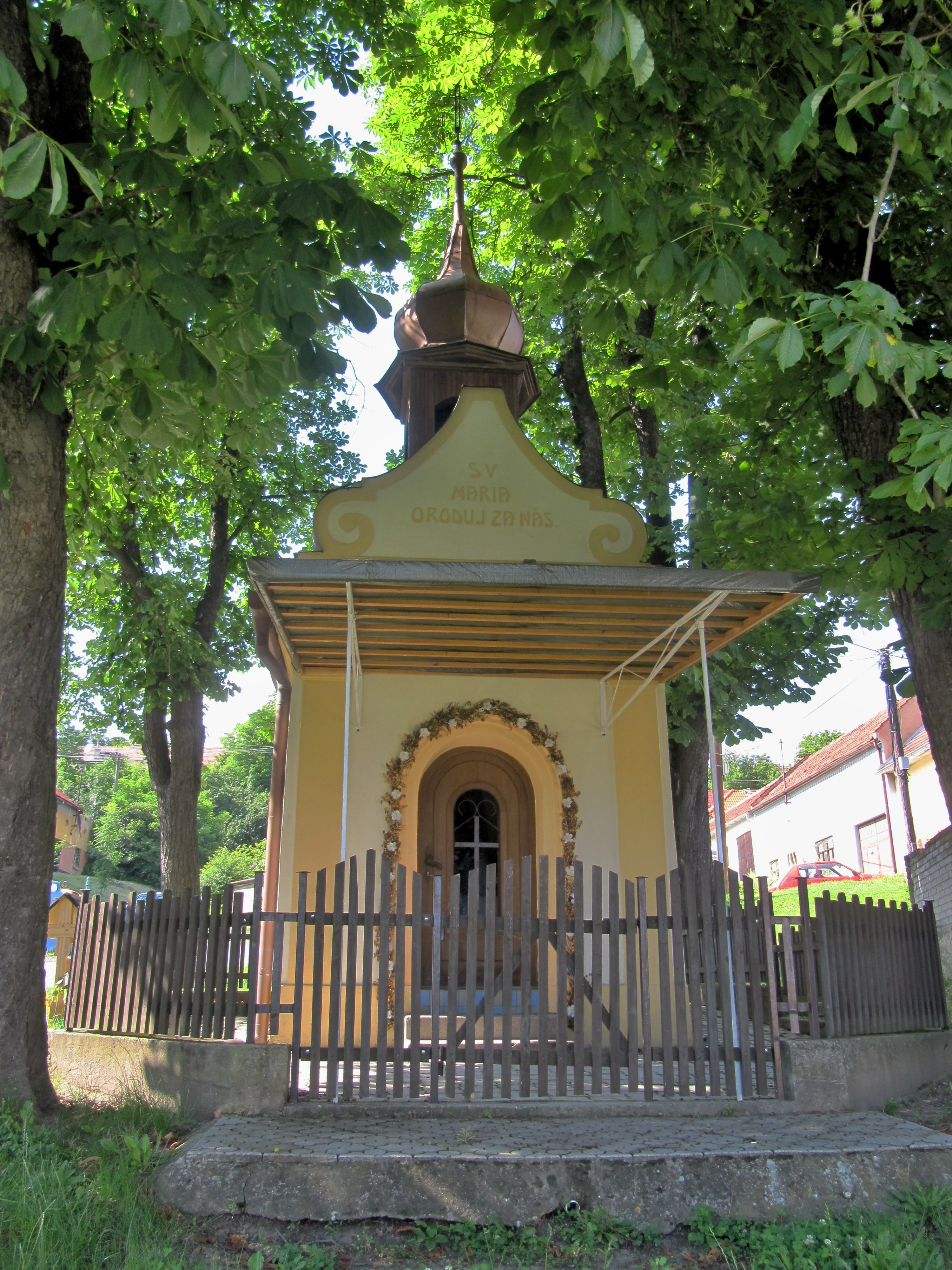
Kapelle der Jungfrau Maria

- Kapelle der Jungfrau Maria, erbaut 1716 auf Veranlassung des Ratsherren und Verwalters der Herrschaft Hradisch, František Josef Bulín, der hierher vor der Pest floh
- Wallfahrtskapelle des hl. Rochus, westlich des Dorfes am früheren Pulvermagazin
- Hügel Rovnina mit Aussichtsturm, südwestlich des Ortes